# Giric Ier
Giric Ier est un co-roi des Scots de 878 à 889.

## Origine
Ce roi demeure mal connu. La «Chronique des Rois d'Alba » qui fait suite à la « Chronique Picte » traduit son nom gaélique de Giric, Grig ou Grigh par le latin Ciricius qui fut ensuite réinterprété en Grégorius. Elle ne mentionne pas le nom de son père. 
D’autres sources postérieures comme la Prophétie de Berchán les Synchronismes de Flann Mainistreach et les listes royales latines « Nomina regum » et « Cronica regum scotorum » le désignent sous le nom de «Giric mac Dúngal & Grig fil Dungal ».
- William Forbes Skene émet l'hypothèse que le nom Giric était la forme gaélique du brittonique Curig c'est-à-dire saint Cyricus de Tarse à qui plusieurs églises galloises étaient dédiées. Il faisait de lui un membre de la dynastie des rois de Strathclyde et comme fils de Dúngail ou Dunnagual l'arrière-grand-oncle paternel de Eochaid mac Rhun[1].
- Alfred P. Smyth considère malgré la difficulté à identifier Dúngal/Domnall, que Giric était le fils de Donald mac Alpin et qu’il avait pris le pouvoir s’appuyant sur le principe de la tanistrie en réaction contre la monopolisation de la dévolution du trône par les descendants de Kenneth mac Alpin[2].
- A.A.M Duncan estime de son côté que Giric était seulement roi des Pictes titre qu'il réclamait pas son ascendance maternelle comme fils d'une fille de Kenneth mac Alpin et qu'il était ainsi l'oncle d'Eochaid mac Rhun. La mention d’alum(p)nus (gardien) reprise dans la Chronique étant une erreur de transcription pour auunuculus (oncle).
- Dauvit Broun émet plus récemment une nouvelle hypothèse. Giric mac Dúngal, qui ne devait pas être lié à la lignée royale semble être entré en compétition pour le trône dans les ruines du  royaume picte après l'occupation viking de 875-876[3].

## Règne
En tout état de cause Giric parvint au pouvoir après le meurtre d’Aed mac Kenneth à Starthallan et était appuyé dans son usurpation par un autre prétendant Eochaid mac Rhun roi des Bretons de Strathclyde petit-fils par sa mère de Kenneth Ier mac Alpin. Les deux alliés de circonstance se partagèrent le royaume. Le règne conjoint des deux rois dura onze ans avant d'être expulsés du royaume et de disparaitre ensemble des sources lors de l’avènement de Donald II d'Écosse.
Le Duan Albanach ne mentionne pas le règne des deux rois qu’il considère sans doute comme des usurpateurs. La Chronique des Rois d'Alba relève simplement qu’il eut sous leur règne de 11 ans une éclipse de soleil le 16 juin 885 jour de la Saint Ciricius.
Les « Chroniques de Melrose », relèvent l' « Obiit Grig » à l'année 897. Selon la « Nomina regnum » il serait mort à Dundurn dans le Strathearn et selon une source postérieure et contestable qu'il aurait été inhumé à Iona sépulture habituelle des rois de la dynastie .

## Postérité
Les chroniqueurs postérieurs comme Jean de Fordun et Andrew Wyntoun s'inspirant de la liste royale de la Nomina regum n’hésitent pas à attribuer à Gregorius l’épithète de Grand et ajoutent qu’il fit des conquêtes en Bernicie et qu’il donna le premier la liberté à l’Église des Scots asservie par les Pictes.

## Sources
- (en) Marjorie Ogilvie Anderson Kings and Kingship in Early Scotland 3e réédition par John Donald Birlinn Ltd, Edinburgh (2011)  (ISBN 9781906566302).
- (en) Alan Mac Quarrie, The Kings of Strathclyde 400-1018. Article dans Medieval Scotland Crown, lordship and community Ouvrage collectif publié par Edinburgh University Press (Edinburgh 1998)  (ISBN 0-7486-1110-X).
- (en) Alfred P. Smyth Warlords and Holy Men. Scotland AD 80~1000 Edinburgh University Press (1984)  (ISBN 0-7486-0100-7).
- (en) Ann Williams, Alfred P. Smyth and DP Kirby A bibliographical dictionary of Dark Age Britain. Seaby  (Londres 1990)  (ISBN 1-85264-047-2).
- (en) Alex Woolf From Pictland to Alba 789~1070 The New Edinburgh History of Scotland. Edinburgh University Press, (Edinburgh 2007)  (ISBN 978-0748612345).